# برايان هوبكينز
برايان هوبكينز (بالإنجليزية: Brian Hopkins)‏ (15 مارس 1933 في المملكة المتحدة - ) هو لاعب كرة قدم بريطاني في مركز جناح ‏. لعب مع بورت فايل ونادي بيرتن ألبيون.